# Schloss Hauerz
Das Schloss Hauerz, früher auch Haus zum Huwartz genannt, ist ein abgegangenes burgartiges Schlösschen in Hauerz (Burgweg 11), einem heutigen Ortsteil der Stadt Bad Wurzach im Landkreis Ravensburg in Baden-Württemberg.
Erstmals wurde 1481 das „Haus zum Huwartz“ in einer vom Kirchherr Pfarrer Johannes Simon ausgestellten Urkunde erwähnt. Es wurde beurkundet, dass er mit Erlaubnis des Herrn Jörgen Truchsessen von Waldburg das Haus und zwei Weiher zu lebenslangem Nutznieß gebaut habe. Nach seinem Tode sollte alles wieder an das Haus Waldburg zurückfallen. Das von einem Graben umgebene Schlösschen wurde später als „Burg“, 1662 als „Schlößlein“ und 1663 „Schlößchen“ bezeichnet. 1797 wurden die verbliebenen Ruinen abgebrochen und später an der Burgstelle das fürstliche Forsthaus errichtet.